# Shin Kyung-sook
Shin Kyung-sook là một nữ nhà văn, tiểu thuyết gia người Hàn Quốc trở nên nổi tiếng khắp thế giới năm 2009 với tiểu thuyết Hãy Chăm Sóc Mẹ.

## Tiểu sử
Shin Kyung-sook sinh năm 1963 tại tỉnh Jeolla, Hàn Quốc, là con thứ tư trong một gia đình làm nghề nông. Năm 16 tuổi, do gia đình không có khả năng cho bà học cấp 3 nên bà phải chuyển lên Seoul làm việc tại một nhà máy điện tử trong khi học tại chức ban đêm. Năm 1985, bà viết tác phẩm đầu tiên sau khi tốt nghiệp Học viện Nghệ thuật Seoul. Bà là một thành viên của Thế hệ 386 (Hangul: 386 세대), chỉ những người Nam Hàn sinh vào thập niên 60 thế kỉ XX và hoạt động chính trị sôi nổi.

## Tác phẩm

### Tiểu thuyết
- Nỗi buồn lớn (1994)
- Căn phòng lẻ loi (1995)
- Tàu chạy lúc 7 giờ (1999)
- Violet (2001)
- Yi Jin (2007)
- Hãy chăm sóc mẹ (2009)
- Ở đâu đó có điện thoại gọi tôi (2010)

### Truyện ngắn
- Đến Lúc Thành Sông (1990)
- Nơi Chiếc Đàn Harmonium Từng Đứng (1992)
- Những Kẻ Ăn Khoai Tây (1997)
- Đồng Dâu (2000)
- Tiếng Chuông (2003)

### Phi hư cấu
- Cái Bóng Xinh Đẹp (1995)
- Ngủ, Buồn (2003)